# Dirk Müller (kierowca wyścigowy)
Dirk Müller (ur. 18 listopada 1975 roku w Burbach) – niemiecki kierowca wyścigowy.

## Kariera
Müller rozpoczął karierę w międzynarodowych wyścigach samochodowych w 1992 roku od startów w Formule König, gdzie zdobył tytuł wicemistrza serii. W późniejszych latach Niemiec pojawiał się także w stawce Niemieckiej Formuły Opel Lotus, Niemieckiej Formuły Opel, Formuły Opel Lotus Nations Cup, Niemieckiej Formuły 3, Niemieckiego Pucharu Porsche Carrera, Porsche Supercup, German Supertouring Championship, American Le Mans Series, 24-godzinnego wyścigu Le Mans, Grand American Sports Car Series, European Touring Car Championship, 24h Nürburgring, World Touring Car Championship, Grand American Rolex Series, FIA GT Championship, Asian Le Mans Series, FIA GTN European Cup, 24H Series, VLN Endurance, Le Mans Series, V8 Supercars, Blancpain Endurance Series, Dunlop 24H Dubai oraz United Sports Car Championship.
W latach 2005-2006 Müller startował w World Touring Car Championship z zespołem BMW Team Deutschland. W pierwszym sezonie startów wygrywał we Włoszech, San Marino i Belgii. Uzbierane 86 punktów pozwoliło mu zdobyć tytuł wicemistrza serii. Rok później wygrał tylko raz - w pierwszym wyścigu francuskiej rundy. Z dorobkiem 54 punktów został sklasyfikowany na szóstej pozycji w końcowej klasyfikacji kierowców.
W 2002 roku Niemiec pełnił funkcję kierowcy testowego zespołu Williams w Formule 1.

## Wyniki w 24h Le Mans
| Rok  | Zespół              | Partnerzy                  | Samochód          | Klasa   | Okr. | Poz. | Klasa Pos. |
| ---- | ------------------- | -------------------------- | ----------------- | ------- | ---- | ---- | ---------- |
| 1999 | Champion Racing     | Bob Wollek Bernd Mayländer | Porsche 911 GT3-R | GT      | 292  | 19   | 2          |
| 2000 | Dick Barbour Racing | Lucas Luhr Bob Wollek      | Porsche 911 GT3-R | GT      | 319  | DK   | DK         |
| 2010 | BMW Motorsport      | Andy Priaulx Dirk Werner   | BMW M3 GT2        | GT2     | 320  | 19   | 6          |
| 2011 | BMW Motorsport      | Andy Priaulx Joey Hand     | BMW M3 GT2        | GTE Pro | 313  | 15   | 3          |